# 台湾香港関係
台湾香港関係（たいわんほんこんかんけい）は、中華民国（台湾）と香港との関係である。本稿では大陸統治時代と台湾への移転後後の両方について記述する。

## 歴史

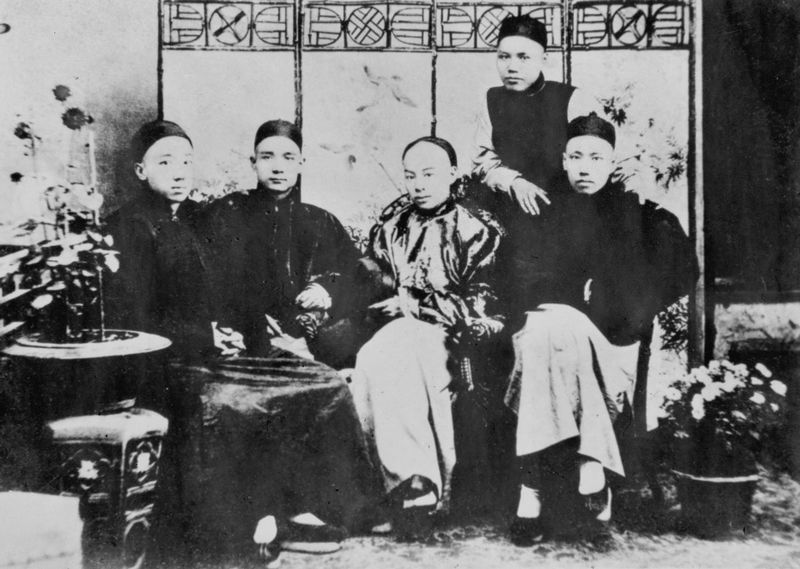
1888年、香港での四大寇。孫文は左から2番目。

1895年2月、香港で初めて青天白日旗の意匠が発表された。

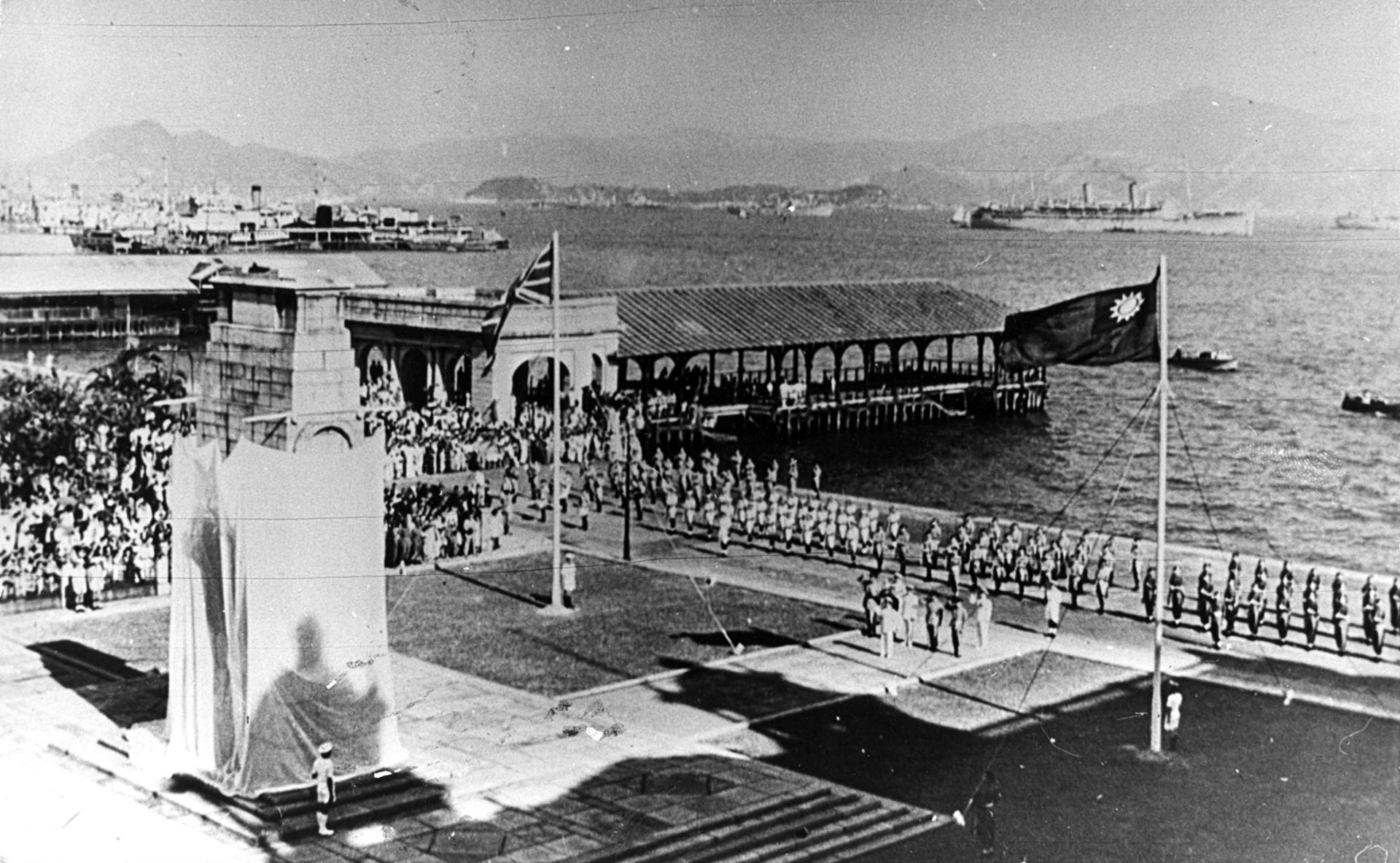
1945年、香港にて、解放記念日に慰霊碑に掲げられた中華民国の国旗。

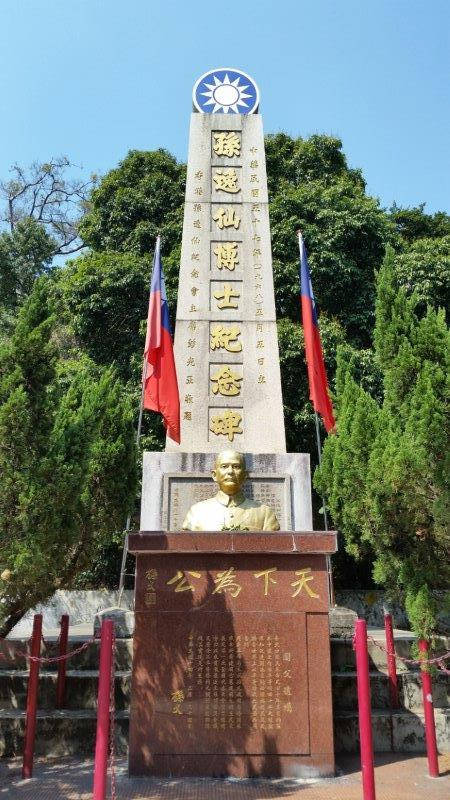
香港の屯門区内にある中山公園でのオベリスクと中華民国の国旗の掲揚。

1842年以前は両地域とも清に属しており、1842年には第一次アヘン戦争で香港島がイギリスに割譲され、1895年には第一次日清戦争で台湾が日本に割譲された。孫文は1800年代後半に香港で学んでいたが、第一次日清戦争での清の無力さと敗北により、旧来の王制を近代の共和制に置き換える革命が必要だと考えていた。1888年には香港で清の打倒を議論するために集まった四大寇の一員として写真を撮られ、1894年には清を打倒するための興中会の結成に着手した。1895年2月21日、香港で開かれた興中会の会議で、陸皓東は青天白日旗を発表し、この図案が中華民国の国章となった。興中会は香港のスタントン街13番地に本部を置き、1905年に他の団体と合併して中国同盟会を結成した。同会は清国人の間で広く支持され、清を打倒した1911年の辛亥革命を始めとする革命家たちの反乱に重要な役割を果たした。辛亥革命の成功を受けて、孫文は1912年1月1日に中華民国の建国を宣言し、初代臨時大総統に就任した。同年8月、中国同盟会は他の団体と合併して中国国民党を結成し、孫文がその理事長に選ばれた。
孫文は1923年に香港に戻り、自身の母校である香港西医書院を医学部として編入した香港大学を訪問した。香港大学での訪問中、孫文は演説を行い、最終的に中華民国を誕生させた革命において、香港が彼のインスピレーションの源であると述べた。「これが、私の革命的な着想はどこから得たのかという問いに対する答えだ。そのすべては香港にある」。孫文が清政府に指名手配された後、孫文の母である楊氏は、自身の長男であり孫文の長兄でもある孫眉と一緒に九龍城に住んでいた。1925年に孫文が亡くなると、蔣介石が孫文の後継者となり、1928年には全土を統一して蔣介石政権となった。

### アメリカ合衆国と脱植民地化
アメリカは長年にわたり、清を植民地化すべきではないという政策的信念を持っていた。アメリカは1899年に門戸開放政策を提唱し、清を分割して植民地化すべきでないことを表明していた。1922年にイギリスが署名した九カ国条約は、門戸開放政策と中国の領土保全を肯定していた。1940年7月、英首相ウィンストン・チャーチルは国会で「我々は中国の地位と完全性の維持を望み、1939年1月14日の我々のノートに示されているように、和平締結後、中国政府との間で、治外法権の廃止、譲歩の表明、互恵と平等に基づく条約の改定を交渉する用意がある」と宣言し、中国における領土の完全性と治外法権の放棄を肯定した。領土の完全性と脱植民地化の考え方は、植民地主義に断固として反対していた米大統領フランクリン・ルーズベルトとチャーチルが1941年8月に発表した大西洋憲章の声明でさらに要約されており、「（米英）両国は関係国民の自由に表明せる希望と一致せざる領土的変更の行わるることを欲せず」と規定されていた。チャーチルは香港の脱植民地化を望んでいなかったが、連合国側の軍事援助で「アメリカを戦争に参加させるために」、大西洋憲章の脱植民地化条項に同意した。1942年1月1日、四大国（米、英、ソ、華）が署名した連合国共同宣言では、大西洋憲章の公約を支持することが明記され、後に1945年の国際連合憲章の基礎となった。

### 第二次世界大戦中の香港
1941年1月、日本軍が中国本土からイギリス領香港に向けて進撃してくると、英首相チャーチルは自国の植民地である香港の防衛に消極的で、防衛軍を「象徴的な規模」に縮小すべきだと発言した。1941年12月、防衛力の弱い植民地に日本軍が快勝すると、日本による香港の占領が始まり、香港と台湾は共に日本の属領となった。
同1941年12月、アメリカは大西洋憲章を発行し、チャーチルに脱植民地化に同意させた数ヶ月後に第二次世界大戦に突入した。香港の保護が弱く、イギリスが九カ国条約、大西洋憲章、連合国共同宣言に合意したにもかかわらず、イギリスは脱植民地化を拒否し、香港を中華民国に引き渡すことを拒否した。1942年、中華民国は不平等条約を破棄し、イギリスとの間で、より公平な条約の締結に向けた交渉を開始した。蒋介石は香港の問題を両国の議題に加えようとし、九龍の租界を他の外国の租界と一緒に中華民国に返還すべきだと提案した。これはチャーチルによって断固拒否され、九龍の利権が不平等条約に含まれないことを書面で同意しなければ条約への署名を拒否すると主張したため、中華民国は九龍の利権を議題から外さざるを得なくなった。1943年には中国における治外法権の返還に関する中英条約に調印し、中華民国は英国に正式な書簡を書き、後日香港問題を提起する権利を留保した。

### 第二次世界大戦後
第二次世界大戦末期、日本が降伏する前、米大統領ルーズベルトは蔣介石の妻である宋美齢に、香港を中華民国の統治下に戻すことを約束した。しかし、終戦間際の1945年8月、イギリスは香港の統治権を奪還しようと早々に動き出し、香港と中華民国の統一を阻止した。1949年の国共内戦での敗戦後、蔣介石政権は台湾へと退避した。直後の1950年1月6日、イギリスは経済的利益を理由に中華人民共和国を「中国」の正統な政府と認め、1951年のサンフランシスコ講和条約で台湾をどの政府に組み入れるかという問題を提起した中華民国政府の参加を阻止した。1957年、英首相ハロルド・マクミランはアメリカと密約を結び、香港が中華人民共和国に攻撃された場合の「共同防衛問題」として、アメリカはイギリスとの間で香港を防衛することに合意した。その代償として、イギリスは中華人民共和国の国際連合への加盟を推進しないことを約束し、国連の議席を中華民国に残すことになった。しかし、1971年、アルバニア決議がイギリスの支持を得て可決され、国連では中華民国ではなく中華人民共和国を中国の正統な政府として認めることになった。その後、イギリスと中華人民共和国は香港の引き渡し交渉を開始し、最終的に香港の未来は中華民国（台湾）ではなく中華人民共和国のものとなった。
国共内戦中も内戦後も、中国国民党派の難民や元兵士など、中国本土から多くの人々が香港と台湾の両方に逃れてきた。1950年半ばまでに、約1万人の中国国民党の兵士が香港に到着し、摩星嶺の砦に一時的に収容されていた。1950年6月、兵士たちは中国共産党派の暴力的な衝突の標的となり、1週間後に6,000人の兵士が調景嶺に移された。さらに1万人から2万人の民国派の難民が調景嶺に定住し、台湾の中華救助総会からの民国派の資金で香港調景嶺難民キャンプ救済委員会（HKRMRC）が設立された。中華救助総会は、香港に恒久的な民国派、反中派の共同体を設立し始め、調景嶺は「リトル台湾」との異名を得た。数千人の熱狂的な民国派が中華救助総会によって台湾に移送された。
民国派や難民も九龍城砦に定住し、1947年までに2,000人の不法占拠者を集め、この地域は中華民国の管轄下にあると確信していた。1933年の初め、蔣介石政権はこの地域の統治権を主張し、この問題についてイギリス政府に圧力をかけ始めた。1946年末、国民政府の役人が現地を訪れ、この地域を統治するための計画を立て、「統治復権のための大綱案」を作成した。1948年1月に中国国民党の当局者がこの地域に入り、香港政庁による立ち退きに抵抗するよう住民に働きかけ、最終的には九龍城砦での暴動や中華民国統治下の中国大陸での学生の抗議運動につながり、広東のイギリス領事館が略奪されて放火されることになった。
国共内戦後、香港民国派団体は香港の主要な政治勢力となった。さらに、香港の民国派による共産主義者に対する作戦は、1950年代後半から1960年代初頭にかけて特に激しかった。中華民国国慶日には、香港では中華民国の国旗が頻繁に掲揚された。政府の下級官僚が国旗の撤去を命じたことで、双十暴動が発生し、民国派（「右派」と呼ばれる）が建制派（「左派」と呼ばれる）と戦った。1997年の香港返還以降、中華民国国慶日における青天白日満地紅旗の掲揚は減少したが、現在でも、オベリスクと孫文の胸像がある屯門区の中山公園などで見ることができる。

## 公式の関係と政治
2010年以降、中華民国（台湾）と香港の関係は、台港経済文化合作策進会と港台経済文化合作協進会によって管理されている。一方、香港では駐香港台北経済文化弁事処が台湾の香港駐在員事務所となっており、台湾では香港経済貿易文化弁事処が香港の台湾駐在員事務所となっている。また、香港との関係は、大陸地区に適用されるすべての規制が自動的に適用されるわけではないが、大陸委員会によっても行われている。
近年、両地域はお互いに政治的に関わってきた。2014年には、香港の学生が台湾のひまわり学生運動を支援し、台湾の学生が香港の雨傘運動を支援した。2018年に香港人女性が台湾滞在中に、交際していた香港人男性に殺害された潘暁穎殺人事件をきっかけに、香港特別行政区政府は2019年に逃亡犯条例改正案を提出し、台湾だけでなく中国大陸やマカオにも容疑者を引き渡すことができるようにした。これを受けて香港では2019年-2020年香港民主化デモが始まり、中華民国政府はこの法案が法律になることを望まず、デモを支持した。中華民国政府は、現在は撤回された逃亡犯条例改正案を、中国が台湾との統一のために提唱してきた一国二制度の原則を侵害していると見ている。2019年9月29日、台北市では数万人の台湾人が香港の民主化運動を支持して行進した。台湾が支持していることから、抗議行動では中華民国の国旗が頻繁に見られた。
2020年7月、駐香港台北経済文化弁事処の駐香港最高責任者である高銘村は、「一つの中国」の原則を支持する承諾書への署名を拒否したため、香港特別行政区政府から就業査証の更新を認められなかった。大陸委員会は、駐香港台北経済文化弁事処の他の政府代表者も香港特別行政区政府からの査証の大幅な遅延を経験していることに言及した。

### 難民の地位
また、香港出身の政治家黄之鋒は、香港の抗議者が台湾で政治亡命を求める可能性について中華民国政府と会談するために台湾を訪れている。香港浸会大学学生連合会長の方仲賢も、台湾では亡命手続きが行われていないという黄之鋒の発言に反応し、民主進歩党は難民を助けるための具体的な法律を制定していないと述べている。中華民国総統の蔡英文はソーシャルメディアで定期的に抗議者を支援しており、中華民国の香港マカオ関係条例第18条には「政治的理由により直ちに安全と自由が脅かされている香港またはマカオの住民に対しては必要な援助を行う」と規定されているが、中華民国政府は政治難民のための手続きを整えていない。中華民国外交部長の呉釗燮は、難民に対処するためには既存の法律で十分であると述べているが、ニューヨーク・タイムズの映像では香港からの難民の一部が台湾地区に不法に入境していることが示されており、既存の法律が不十分であることの証左となっている。香港自由新聞の記事は、人々は通常、香港から台湾に逃れるためにモーターボートを使用すると述べている。ニューヨーク・タイムズの動画を受けて、大陸委員会は抗議者に対して台湾地区に不法に入境しないよう警告し、留学査証や投資査証、観光査証などの特殊な場合しか対象にしていないが、既存の法律で十分であるとの声明を改めて発表した。留学査証については、2019年11月に中華民国教育部より、香港の大学生が台湾地区で講義を受けたり、勉強を続けたりすることを許可すると発表した。留学査証や投資査証の資格を持たない難民の場合、正式な亡命手続きができないため、30日間の観光査証で台湾地区に入境することになるが、合法的に就労することはできない。
民主進歩党が現行法で十分だとする立場とは対照的に、2020年中華民国総統選挙で敗北を喫した中国国民党の韓国瑜は、香港からの亡命者を支援するための難民法の成立を全面的に支持すると述べている。また、2020年4月に時代力量は、民主進歩党と立法院に対し、香港からの政治亡命者に対する手続きが明確になるように香港マカオ関係条例第18条を改正するとともに、難民法の成立を要請していた。2020年5月現在、中華民国総統の蔡英文と外交部長の呉釗燮は既存の法律で十分だと主張しているにもかかわらず、香港やマカオの居住者は同条例第18条に基づいて台湾からの正式な援助を受けていない。また、中国国民党主席の江啓臣は、蔡英文のもとで民主進歩党政権は香港人の支援を声高に主張してきたが、意味のある支援をしてこなかったとし、香港人に政治亡命を認める法律を制定すべきだと主張している。江啓臣は、民主進歩党が法律を制定していないことについて、「『香港支援』を空約束の標語にすべきではない。法制化へ向けて知恵を絞り、実際の行動で香港を支えよう」と述べた。
中華民国政府が正式に難民としての地位を認めていないにもかかわらず、香港の一部の人々は台湾に逃れてきたが、その中には銅鑼湾書店の創始者である林栄基も含まれている。林栄基は、台湾は香港人にとって中国大陸の弾圧に対抗する「最後の砦」であり、若い香港人は台湾に出て行くべきだと述べている。しかし、台湾には難民法がないため、若い香港人がどのようにしてこれを実現するかは不明。林栄基自身は、台湾での投資査証取得に必要な金額である20万ドルを新しい書店のために調達した。
中華民国大陸委員会は台湾地区に逃れてきた人々を支援していないため、非政府組織がより積極的に支援活動を行っている。台湾基督長老教会の済南基督長老教会は、香港から台湾に逃れてきた人々に避難所を提供したり、香港にいる抗議者に物資を送るなどの支援をしてきた。台湾学生連合会秘書長の陳估熊は、「台湾の非政府組織の基本的な使命は、政府に難民法を改正するよう圧力をかけることだ」とし、非政府組織は長期的な支援ができないため、難民を合法的に受け入れることがもっとも効果的だと述べている。
2020年5月27日、中華民国総統の蔡英文は、香港から逃れてきた人々に対する人道支援を行うための計画を策定すると発表した。2020年6月18日、計画の詳細が明らかになった。2020年7月1日、台港経済文化合作策進会の下に台港服務交流弁公室が台北に開設される予定で、人権団体や市民団体と協力して、基本的な生活費、居住、定住、就労、保護などの問題を抱える人々を支援することを意図しているという。弁公室の支援は台湾に入境してからとなる。難民・亡命法の施行についての発表はなく、中華民国政府は支援を求める人を「難民」ではなく「要保護者」と呼んでいる。
2020年7月下旬、香港から来た5人が船の燃料切れで東沙諸島に向かって漂流しているところを、中華民国海巡署が発見した。香港特別行政区政府保安局長の李家超は「犯罪者をかくまっている」と台湾に警告を発し、犯罪人引渡し協定が結ばれていないにもかかわらず、5人の返還を求めた。2020年8月26日には、香港からの12人が中国海警局によって発見された。いずれの事件でも、乗客は台湾地区への逃亡を望んでいたと考えられている。
中華民国内政部移民署によると、16種類の在留許可取得プログラムの下で台湾に移住する香港人の在留許可が増加傾向にあるという。2018年には、4,148件の在留許可証の発行と1,090件の永住権付与があり、2019年には5,858件の在留許可証の発行と1,474件の永住権付与があった。2020年1月から8月まで、4,596件の許可証と1,057件の永住権付与が発行された。移民署の関係者は、この上昇傾向は最近の香港の政治状況と大きく関係していると述べている。

## 文化的および経済的関係
文化的には、台湾地区の主要言語は台湾国語、香港の主要地域言語は広東語だが、両地域とも中国大陸の主要言語である普通話にて使用されている簡体字とは対照的に、今もなお旧来の繁体字を使用している。
国共内戦の結果、台湾地区と中国大陸間の直行便は認められていなかったため、2003年に両岸定期チャーター便が創設されるまでは、多くの乗客が香港経由で乗り換えていた。両地域の双方間の旅行は人気があり、2018年には、日本（480万人）、中国大陸（410万人）に次ぐ3番目の目的地である香港に旅行した台湾地区の人民は約170万人に上った。この170万人は香港では、中国大陸からの観光客に次いで2番目に多い域外からの観光客である。香港と台北（台湾桃園国際空港）、台中、台南、高雄の各空港を結ぶ直行便が運航されている。
中華民国（台湾）と香港は第二次世界大戦後、教育と社会基盤に多額の投資を行い、両地域の経済は大幅に改善され、共にアジア四小龍の一員となった。